# Chingiz
Chingiz Mustafayev, född 11 mars 1991, är en ryskfödd azerbajdzjansk sångare, låtskrivare och gitarrist. Han representerade Azerbajdzjan i Eurovision Song Contest 2019 i Tel Aviv med låten "Truth".